# Helionidia viridula
Helionidia viridula är en insektsart som beskrevs av Irena Dworakowska 1980. Helionidia viridula ingår i släktet Helionidia och familjen dvärgstritar. Inga underarter finns listade i Catalogue of Life.